# Халифакс (Енглеска)
Халифакс (енгл. Halifax) је град у Уједињеном Краљевству у Енглеској. Према процени из 2007. у граду је живело 81.858 становника.

## Становништво
Према процени, у граду је 2008. живело 81.858 становника.
| 1981.  | 1991.  | 2001.  |
| ------ | ------ | ------ |
| 76,675 | 91,069 | 83,570 |